# معهد الأمريكي لعلوم الأحجار الكريمة (GIA)

المعهد الأمريكي لعلوم الأحجار الكريمة
المعهد الأمريكي لعلوم الأحجار الكريمة (GIA) هو مؤسسة غير ربحية متخصصة في الأبحاث المتعلقة بعلم الأحجار الكريمة وفنونها.
تأسس المعهد عام 1931 في مدينة كالساد بولاية كاليفورنيا، بهدف وضع معايير ثابتة لقياس جودة الأحجار الكريمة تضمن حقوق تجارها ومقتنيها، وذلك من خلال الأبحاث المنهجية وفحص الأحجار بمختلف أنواعها وتصنيفها. يقدم خبراء المعهد برامج علمية مكثفة ساهمت في رفع جودة التصنيف والتقييم، حتى أصبحت مكتبة المعهد الأمريكي لعلوم الأحجار الكريمة المرجع الرئيسي لكل باحث ومهتم حول العالم.
في عام 1953 طور المعهد نظامًا عالميًا لتقييم حجر الألماس استنادًا إلى أربعة معايير رئيسية، وهي:
1. القطع (Cut): مدى دقة تشكيل الألماسة وبريقها.
2. النقاء (Clarity): درجة خلو الألماسة من الشوائب أو العيوب.
3. اللون (Color): تقييم درجة لون الألماسة.
4. وزن القيراط (Carat Weight): قياس وزن الألماسة.

سُمّي هذا النظام بمعيار "فور سي" (4 Cs of Diamonds)، وأصبح الأساس العالمي الموثوق لتصنيف الألماس بين التجار والمقتنين.
1. ↑  مذكور في: ROR release v1.19. تاريخ النشر: 16 فبراير 2023. مُعرِّف الغرض الرَّقميُّ (DOI): 10.5281/ZENODO.7644942.
2. ↑  مذكور في: نظام بيانات التعليم ما بعد الثانوي المتكامل.